# Lysiosquilla
Lysiosquilla är ett släkte av kräftdjur. Lysiosquilla ingår i familjen Lysiosquillidae.
Kladogram enligt Catalogue of Life:
| Lysiosquilla | \| \| Lysiosquilla scabricauda \| \| \| \| \| \| Lysiosquilla subricauda \| \| \| \| |
|              | \| \| Lysiosquilla scabricauda \| \| \| \| \| \| Lysiosquilla subricauda \| \| \| \| |
|              | Lysiosquillina                                                                       |
|              |                                                                                      |
|              | Lysiosquilla scabricauda                                                             |
|              |                                                                                      |
|              | Lysiosquilla subricauda                                                              |
|              |                                                                                      |

|  | Lysiosquilla scabricauda |
|  |                          |
|  | Lysiosquilla subricauda  |
|  |                          |